# Dynamine calais
Dynamine calais är en fjärilsart som beskrevs av Bates 1936. Dynamine calais ingår i släktet Dynamine och familjen praktfjärilar. Inga underarter finns listade i Catalogue of Life.